# Danny Kaden
Pour les articles homonymes, voir Kaden (homonymie).
Danny Kaden, né Daniel Kirschenfinkel le 10 juin 1884 à Varsovie, mort en 1942 dans la même ville, est un acteur, compositeur, scénariste, réalisateur et producteur de cinéma polonais. 

## Biographie
Danny Kaden, connu également sous le pseudonyme de Nunek Danuky commença sa carrière cinématographique en 1913, à la fois comme acteur, réalisateur et scénariste. Il exerça ses différents métiers durant la période du cinéma muet, jusqu'à la fin des années 1920.
Il composa la musique d'un de ses films, "Das blonde Vergnügen" en 1918. 
Danny Kanen fut à la tête de la société de production "Danny Kaden-Film GmbH" dont le siège social était à Berlin. Danny Kaden-Film GmbH produisit cinq films de Danny Kanen : "Der zehnte Pavillon der Zitadelle" (1917), "Kinder des Ghettos" (1917), "Hoheit Radieschen" (1917), "In Sachen Marc Renard" (1918) et "Das blonde Vergnügen" (1918). La Première Guerre mondiale interrompit la production de cette société et sa liquidation.  
En 1937, Danny Kaden recréa, à Varsovie, une autre société de production polonaise "Danny Kaden Film" qui produisit le film "Parada Warszawy" du réalisateur polonais Konrad Tom (né Konrad Runowiecki) en 1937.
Danny Kanen réalisa plus de soixante-dix films, joua dans 26 films, scénarisa 16 films et produisit six films au moyen de ses deux sociétés de production.
Danny Kaden est mort en 1942 durant la Seconde Guerre mondiale et au moment du ghetto de Varsovie.